# Placochela ligustri
Placochela ligustri är en tvåvingeart som först beskrevs av Ewald Rübsaamen 1899.  Placochela ligustri ingår i släktet Placochela och familjen gallmyggor. Inga underarter finns listade i Catalogue of Life.